# Frédéric Talgorn
Frédéric Jean Christian Talgorn (* 2. Juli 1961 in Toulouse, Frankreich) ist ein französischer Komponist.

## Leben
1969 zog Talgorns Familie nach Paris. Er studierte am Conservatoire de Paris Klavier und Komposition unter anderem bei Yvonne Loriod und Sabine Lacoraet. Anschließend probierte er sich in unterschiedlichen Bereichen aus und komponierte Musik für Werbespots, Festivals und fürs Fernsehen, doch zum französischen Film schaffte er es nicht, weswegen er 1987 seine seit 1985 bestehenden Kontakte in die USA nutzte und nach Los Angeles zog, Dort erhielt er ein Angebot des französischen Regisseurs Gérard Kikoïne, für den Horror-Thriller Split - Edge of Sanity eine Filmmusik zu komponieren. Diese Arbeit von 1991 war der Start zu seiner Karriere auch als Komponist für das französische Kino.

## Filmografie (Auswahl)
- 1989: Split – Edge of Sanity (Edge of Sanity)
- 1990: Delta Force 2 – The Columbian Connection (Delta Force 2: The Colombian Connection)
- 1990: Robot Jox – Die Schlacht der Stahlgiganten (Robot Jox)
- 1991: Höllenglut (Le brasier)
- 1992: Die Abenteuer des jungen Indiana Jones (The Young Indiana Jones Chronicles) (Fernsehserie, 2 Episoden)
- 1993: Die Aushilfe (The Temp)
- 1993: Fortress – Die Festung (Fortress)
- 1997: Die Story von Monty Spinnerratz (A Rat’s Tale)
- 1997: Ein Engel spielt falsch (Angels in the Endzone)
- 1999: Des Teufels Rechnung (The Devil’s Arithmetic)
- 1999: Wenn Liebe tötet (The Wrong Girl)
- 2000: Heavy Metal: F.A.K.K.² (Heavy Metal 2000)
- 2003: Die Verstoßenen – Am Rande der Apokalypse (Do or Die)
- 2004: RRRrrrr!!!
- 2005: Anthony Zimmer
- 2007: Molière
- 2008: Asterix bei den Olympischen Spielen (Astérix aux Jeux Olympiques)
- 2008: Les Enfants de Timpelbach
- 2009: Tellement proches
- 2012: Der kleine Prinz (Le petit prince, Fernsehserie, 1 Folge)
- 2016: Peter Pan – Neue Abenteuer (Les Nouvelles Aventures de Peter Pan, Fernsehserie, 26 Folgen)

## Diskografie
- 1993: Fanfares françaises du XXème siècle
- 1994: Vinum et Sanguinem Ode à Saint-Vincent
- 1997: Le Chant de la Contrebasse